# شيفيلد وينزداي

شعار النادي من 1999 إلى 2016

نادي شيفيلد وينزداي لكرة القدم (بالإنجليزية: Sheffield Wednesday Football Club)‏، هو نادي كرة قدم إنجليزي محترف، يقع مقره في شيفيلد في جنوب يوركشاير في إنجلترا. وهو حالياً أحد الفرق التي تنافس في دوري البطولة الإنجليزية.
شيفيلد وينزداي هو أحد أقدم الاندية في العالم، وخامس اقدم فريق في اتحاد الكرة الإنجليزي، حيث يعود تاريخ تأسيس النادي ل 04/سبتمبر/1867

## بداية النادي
الوينزداي "The Wednesday" وهو اسم النادي حتى 1929 كانوا أحد الاندية المؤسسة والمشاركة في أول بطولة لمسابقة Football Alliance والتي ظفر الفريق بلقبها في أول نسخها عام 1889. وبعد ذلك بثلاث سنوات شارك الفريق في مسابقة الدوري الإنجليزي ولأول مرة. كذلك فقد كان الفريق أحد الفرق المؤسسة والمشاركة في أول نسخة من الدوري الإنجليزي الممتاز «البريمر ليغ» الذي بدأ منذ العام 1992.
الغريم التقليدي لشيفيلد وينزداي هو نادي شيفيلد يونايتد، الجار المحلي والعدو اللدود للوينزداي، وتسمى مباريات الفريقين ضد بعضهما البعض بديربي Steel City derby، كذلك فإن اندية برنسلي وليدز يونايتد وبرادفورد سيتي وهيدرسفيلد تاون وتشيسترفيلد ودونكاستر روفرز وروذيرهام يونايتد هي من الفرق المحلية التي تأخذ مبارياتها ضد فريق شيفيلد وينزداي طابع الديربي ومباريات المنافس المحلي.
(البوم) ! كما يطلق على النادي، لعبوا معظم مواسمهم في الدرجة العليا من البطولة الإنجليزية – مع تغير مسمياتها عبر التاريخ – وذلك منذ انضمامهم للدوري عام 1892، وحتى الآن حصد الفريق اربع القاب للدوري وثلاث بطولات لكأس إنجلترا وبطولة واحدة لكأس الرابطة الإنجليزية.
و لكن وعلى الرغم من ذلك فقد كانت بطولة كأس الرابطة عام 1991 هي اللقب الوحيد المهم الذي احرزه الفريق منذ العام 1935، وكذلك وعلى الرغم من وصول الفريق لنهائي الكاسين المحليين في عام 1993، فقد خسر الفريق كلتا البطولتين امام الفريق ذاته وبالنتيجة ذاتها وعلى الملعب نفسه، حيث خسر كلتا المباراتين النهائيتين امام الارسنال في الويمبلي بنتيجة 2 – 1.
يلعب الفريق حالياً في ملعب هيلسيبره، والذي يوجد في الضاحية الشمالية الغربية من هيلزبروه، الملعب بسعته البالغة 39,814 متفرج هو ثاني أكبر ملاعب دوري الدرجة الأولى ويحتل المركز 11 بين ملاعب انجلترا من حيث السعة، والفريق يلعب بهذا الملعب - الذي كان شاهدًا على واحدة من اسوأ الكوارث في تاريخ كرة القدم – منذ عام 1899 عندما انتقلوا لهيلسبره بعد انتهاء ايجار الفريق لملعبهم السابق Olive Grove.

## تاريخ النادي

### الفريق في الـ 1878
التأســيس والأيام الأولــى: يغطي تاريخ النادي قرابة الـ 150 سنة مليئة بلحظات الفرح والحزن لمشجعي الفريق، مليئة بالنجاح والفشل للفريق الموجود بمدينة شيفيلد، تأسس النادي في الـ 1867 وعرف نجاحًا مبكرًا تلى انتقال الفريق من الهواية إلى الاحتراف، وعلى الرغم من بقاء الفريق في جل فتراته في اعلى اقسام الدوري الإنجليزي، الا ان الفريق شهد ايامًا صعبة في تاريخه، من بينها هبوطه للدرجة الرابعة الإنجليزية.
النادي أساسًا كان فريق كريكت تأسس في الـ 1820 وعرف باسم فريق فريق وينزداي للكريكت " he Wednesday Cricket Club" وأصل التسمية أتى من اليوم الذي كانت تلعب فيه المباريات في إنجلترا وهو يوم الأربعاء. وفي اجتماع عقد يوم الأربعاء الرابع من سبتمبر من عام 1867 تم الإعلان عن ولادة نادي شيفيلد وينزداي لكرة القدم بعد اجتماع اقي في فندق Adelphi Hotel في شيفيلد، وتم الإعلان عن تشكيل الفريق بعد يومين من ذلك، حيث تم نشر خبر في صحيفة Sheffield Independent newspaper جاء فيه: " نادي شيفيلد وينزداي للكريكت وكرة القدم – في اجتماع عام تم مساء الأربعاء الماضي في فندق Adelphi Hotel تم اتخاذ قرار بتاسيس نادي كرة قدم مرتبط بنادي الكريكت، مع بقاء الفريقين معًا أثناء الشتاء، إن الإجماع الكبير على الموافقة على تأسيس النادي كان السبب الرئيسي لتاسيسه، وقد اختير الطاقم الإداري للنادي كالتالي:
Mr. B. Chatterton رئيسًا، Mr. F. S. Chambers نائبًا للرئيس وأميناً لصندوق النادي، Mr. F. S. Chambers سكرتيرًا، Mr. Jno. Marsh مساعدًا. وتم تسجيل قرابة 60 شخص آخرين بلا صفة، وفيما بعد، أصبح بعضهم من أفضل اللاعبين في البلدة" ولعب الفريق أولى مبارياته في شهر أكتوبر من عام 1867 وكانت ضد فريق Mechanics Club، وانتهت المباراة التي أقيمت على أرضية "ملعب" Norfolk Park بفوز نادي شيفيلد وينزداي بنتيجة 3 – 0.
في الأول من فبراير من عام 1868 لعب الفريق مباراته الأولى التي تقع تحت إطار بطولة معينة، حيث شارك الفريق ببطولة كأس Cromwell Cup، وكانت بطولة Cromwell Cup من تنظيم Oliver Cromwell مدير المسرح الملكي المحلي، حيث شارك بالبطولة اربع فرق حديثة التأسيس، وتمكن فريق شيفيلد وينزداي من الوصول للمباراة النهائية والتغلب على فريق السيد Oliver Cromwell الخاص فريق Garrick Club وذلك بنتيجة 1 – 0 بعد الوقت الإضافي، وعلى ارضية ملعب برامال لاين الشهير Bramall Lane.
في الـ 1870 انضم الاخوان Clegg وهما تشارلز وويليام «Charles و» Williamلفريق شيفيلد وينزداي، واصبح Charles أول لاعب دولي في تاريخ نادي شيفيلد وينزداي، وذلك عندما شارك مع منتخب بلاده في مباراة دولية في الثلاثين من نوفمبر من عام 1872، ومثل اخوه William المنتخب في المباراة التي تلتها والتي كانت في 8/مارس/1873، وقد استمر كلا اللاعبين في تمثيل نادي شيفيلد وينزداي حتى اعتزالهما، وفيما بعد أصبح Charles رئيسًا للاتحاد الإنجليزي لكرة القدم.
في الـ 1876 انضم اللاعب James Lang لفريق شيفيلد وينزداي، وكان مدراء النادي قد انتبهوا لقدرات اللاعب في المباراة التي جمعت فريقه غلاسكو ضد الفريق الممثل لمدينة شيفيلد، تلقى بعدها اللاعب عرضًا للمجيء إلى شيفيلد للعب مع الفريق والحصول على عمل، حيث عمل كصائغ فضة، وعلى أي حال فقد أصبح James Lang أول لاعب محترف في تاريخ النادي.
في عام 1876 انطلق أول بطولة محلية في شيفيلد، وهي كاس تحدي شيفيلد "Sheffield FA Challenge Cup" ووصل الوينزداي للمباراة النهائية حيث واجهوا غريمهم التقليدي ومنافسهم الرئيسي في ذلك الوقت فريق Heeley، وتمكن فريق شيفيلد وينزداي من الفوز بالمباراة والبطولة بنتيجة 4 – 3 بعد الوقت الإضافي.
تلى فوز الفريق بلقب كاس تحدي شفيلد فوزهم ببطولة Warncliffe Cup في نسختها الأولى عام 1879، وفي ذلك الوقت كان شيفيلد وينزداي هو اقوى فريق في كرة القدم المحلية.

## من الهواية إلى الاحترافيـة
في الـ 1879 انضم بعض لاعبي الفريق لفريق آخر مشكل حديثًا كان يدعى باسم The Zulus، ولكن بعد ادعائات بان اللاعبين كانوا يتحصلون على راتب – وهو امر مخالف في ذلك الوقت – تم حل «انهاء» الفريق من طرف اتحاد الكرة بشيفيلد Sheffield FA وذلك في الـ 1882.
في صيف 1882، الموسم الذي وصل فيه الوينزداي لنصف نهائي كأس الاتحاد الإنجليزي، انفصل فريق كرة القدم عن فريق الكريكت بشكل دائم ونهائي، وفي نهاية عام 1925 كان فريق الكريكت قد تم انهاءه. في ثمانينيات القرن التاسع عشر، أصبح الفريق مشاركًا دائمًا بكأس الاتحاد الإنجليزي «كأس إنجلترا»، ولكن وفي موسم 1886/1887 الفريق لم يقدم طلب الاشتراك بالمسابقة في خلال المهلة المحددة، ولهذا لم يشارك الفريق بتلك النسخة من كاس إنجلترا، وتسبب هذا في ثورة كبيرة بين لاعبي الفريق والمشهورين منهم خصوصًا واصحاب الفنيات العالية. ترك اللاعبون الذي شاركوا مع فريق Zulus الوينزداي وانتقلوا للعب مع فريق محلي آخر وذلك بشكل مؤقت، وفي وقت لاحق من نفس الموسم هدد هؤلاء اللاعبون بالخروج من النادي بشكل دائم ونهائي في حال لن يتحول الفريق للاحتراف أي يصبح فريقًا محترفًا، وهددوا بتشكيل فريق جديد هو Sheffield Rovers.
في ذلك الوقت كان رئيس النادي John Holmes معارضًا لتحويل الفريق لناد محترف، ولكن مع الضغط الذي وقع على إدارة النادي ومع تهديد اللاعبين المميزين بالفريق بالرحيل، دخل الفريق في مفاوضات مع اللاعبين المعترضين، وفي الاجتماع تمت مناقشة فكرة إنشاء نادي شيفيلد روفرز، ولكن في النهاية قرر أحد اللاعبين المعترضين وهو Tom Cawley أن اللاعبين سيعطوا إدارة النادي مهلة اخيرة. وبالفعل وفي 22/أبريل/1887 وافقت إدارة النادي وأصبح فريق شيفيلد وينزداي فريق كرة قدم إنجليزي محترف. وكانت الاجور المالية الاولية للاعبي الفريق هي 5 شلنات في مباريات الفريق على ارضه وسبع شلنات وستة بنسات لمبارايات الفريق خارج ارضه.

## سنوات النادي في ملعب Olive Grove
مع تحول النادي للاحتراف، قرر النادي بناء ملعبه الخاص بدلاً من تنقله بين الملاعب المختلفة في المنطقة مثل البرامال لاين Bramall Lane أحد اقدم الملاعب في العالم «بني في الـ 1855» أو ملعب Sheaf House.
قام الفريق بتاجير قطعة من الأرض بجانب السكة الحديدية، وذلك قرب طريق Queen's Road عند Duke of Norfolk، وفي الـ 1887 تم افتتاح ملعب الفريق والذي عرف بـ بستان الزيتون "Olive Grove ground".
في الـ 1889 عندما تم رفض طلب الفريق للانضمام إلى بطولة الدوري، أصبح الفريق أحد المؤسسين لبطولة Football Alliance والتي ظفر الفريق بلقبها، وفي ذات الموسم وصل الفريق لنهائي كأس الاتحاد الإنجليزي وخسروا بنتيجة 6 – 1 امام فريق بلاكبيرن روفرز في ملعب The Oval، وفي الموسم التالي لم يحقق الفريق نتائج بروعة العام الذي سبقه، حيث احتل المركز الرابع في جدول ترتيب بطولة Football Alliance.
في الموسم التالي وعندما تم زيادة عدد الفرق المشاركة بالقسم Division 1 من الدوري الإنجليزي من 14 فريق إلى 16 تم التصويت لصالح انضمام فريق شيفيلد وينزداي، وفي نفس العام تمكن الفريق من الفوز ببطولة كاس الاتحاد الإنجليزي، حيث تغلب البوم على الذئاب فريق ولفرهامبتون واندرز بنتيجة 2 – 1 في ملعب كريستال بالاس "Crystal Palace".

## نجاح فترة ما قبل الحرب
في عقد رائع للفريق، حقق النادي لقبين للدوري الإنجليزي موسمي 1902/1903 و1903/1904 كما حقق النادي لقب كاس إنجلترا للمرة الثانية في تاريخه وذلك بإحرازه للقب البطولة عام 1907 على حساب فريق نادي إيفرتون وبنتيجة هدفين مقابل هدف واحد وعلى إرضية نفس الملعب الذي توج الفريق بلقب كاس إنجلترا لأول مرة عليه وهو ملعب كريستال بالاس، وتبع فترة النجاح هذه عقدان عصيبان على النادي.
في عام 1929 غير الفريق اسمه رسميًا من The Wednesday Football Club إلى Sheffield Wednesday Football Club وذلك في فترة تولي Robert Brown لإدارة النادي، وعلى أي حال فأصل التسمية يعود إلى 1883 حيث كانت قد تمت كتابة Sheffield Wednesday على أحد مدرجات «أجنحة» ملعب الفريق السابق بستان الزيتون "Olive Grove".
اعتلى الفريق مرة أخرى قمة الكرة الإنجليزية بتحقيقه للقب الدوري في موسم 1928/1929، في الموسم السابق "1927/1928" كان الفريق على وشك الهبوط للدرجة الثانية ولكن بتحقيق الفريق لـ 17 نقطة في آخر 10 جولات من الموسم منح الفريق المركز الرابع عشر والذي ابقى في الفريق في الـ First Division اعلى درجات الدوري الإنجليزي سابقًا (و التي أصبح اسمها الآن بريمر ليغ وذلك منذ الـ 1992).
و في السنوات التي تلت تحقيق الفريق للقب الدوري في عام 1928/1929 تواصلت نجاحات النادي بإحرازه للقب بطولة الدوري في العام التالي وللمرة الثانية على التوالي، وعدم احتلاله لمركز اقل من الثالث سوى مرة واحدة حتى العام 1935، وإضافة لنجاحات الفريق في الدوري، فقد احرز النادي ايضًا لقب بطولة كأس إنجلترا للمرة الثالثة في تاريخه وذلك في عام 1935 تحت قيادة المدير الفني Billy Walker.

## الاداء المتذبذب في فترة ما بعد الحرب
كانت فترة الخمسينيات من القرن الماضي فترة تذبذب في اداء الفريق، حيث اظهرت فريقًا غير قادر على الاحتفاظ بمقعد له في القسم الأول من الدوري الإنجليزي «اعلى دوريات الكرة الإنجليزية»، فمنذ صعود الفريق في الـ 1950، هبط النادي ثلاث مرات لدوري الدرجة الثانية في فترة الحمسينيات، وفي المناسبات الثلاثة صعد الفريق للقسم الأول بفوزه بلقب بطولة الدرجة الثانية " Second Division "، وتمكن الفريق من انهاء فترة الخمسينيات الصعبة بنتيجة رائعة تمثلت في انهاءه المسابقة – ولأول مرة منذ الحرب العالمية الثانية – في النصف الأول من جدول ترتيب الـ First Division وتحديدًا احتلاله للمركز الخامس.
بعد ذلك امضى الفريق قرابة العقد في القسم الأول First Division، إضافة لوصوله لنهائي كأس إنجلترا في عام 1966 وخسارة للنهائي ليحتل بذلك مركز الوصيف، ولكن عكر صفو تلك الفترة الجيدة نسبيًا للفريق تورط ثلاث من لاعبي الفريق في فضيحة مراهنات وهم Peter Swan وDavid Layne وTony Kay حيث تم اتهامهم بالمراهنة ضد فريقهم الخاص «الذي يلعبون له وهو شيفيلد وينزداي بالطبع»، وتم اثبات ادانتهم فيما بعد ليلاقوا عقوبة السجن ومنع لمدى الحياة من لعب كرة القدم حتى بعد الخروج من السجن.
هبط الفريق في نهاية موسم 1969/1970 لدوري الدرجة الثانية باحتلالهم للمركز الثاني والعشرين في ترتيب المسابقة، لتبدأ بعدها أحلك السنوات في تاريخ النادي، حيث دخل الفريق في دوامة وسلسلة من النتائج السلبية انزلته للدرجة الثالثة والتي بقى فيها لخمس سنوات، والتي جعلته قريبًا جدًا من الدرجة الرابعة في موسم 75/76 باحتلاله للمركز 20 على سلم ترتيب المسابقة، ولكن عمومًا لم يهبط النادي للدرجة الرابعة، وعلى أي حال فقد تلى ذلك فترة جيدة للفريق وتمكن من الصعود مرة أخرى لأعلى اقسام الدوري الإنجليزي الـ First Division وذلك في العام 1984.

## الثمانينيات والنهوض من جديد
تحت قيادة Howard Wilkinson تمكن الفريق من التاهل للدرجة الأولى في عام 1984 وبعد ذلك من البقاء في نفس القسم – مع تغير مسماه من القسم الأولى إلى الدوري الممتاز – طيلة السنوات الستة عشر التالية عدا موسم واحد، وفي موسم 1985/1986 احتل الفريق المركز الخامس والمؤهل إلى كأس الاتحاد الأوروبي "UEFA Cup" ولكن الفريق حرم من المشاركة الأوروبية بسبب المنع الذي تم فرضه على مشاركة الفرق الإنجليزية بالبطولات الأوروبية بعد كارثة ملعب هيسل الشهيرة Heysel Stadium disaster في ذلك الوقت.
في سبتمبر/1988 ترك Howard Wilkinson قيادة النادي وانتقل لقيادة فريق ليدز يونايتد والذي كان فريق درجة ثانية آنذاك، ولكنه تمكن وبعد اربع مواسم فقط من الصعود ومن ثم قيادة الفريق لاحراز لقب الدوري الممتاز.
وفي هذه الاثناء عين شيفيلد وينزداي مساعد Wilkinson السابق Peter Eustace كخليفة له، ولكن الاخير اثبت ان تعيينه كان كارثيًا وحقق فشلاً ذريعًا مع النادي، حيث بقي في منصبه لاربعة أشهر فقط قبل ان يتم طرده والتعاقد مع مدرب ويست بروميتش البيون السابق Ron Atkinson والذي كان قد سبق له رفع كاسين لبطولة كأس إنجلترا مع مانشستر يونايتد.

## التسعينيات: استمرار التألق والعودة لاحراز البطولات
في أول موسم كامل يتولى فيه السيد أتكنسون قيادة الفريق منذ بداية الموسم، وهو موسم 1989/1990 انهى فريق شيفيلد وينزداي الدوري في الترتيب الثامن عشر وبفارق الأهداف فقط، وعلى أي حال فقد هبط لدوري الدرجة الثانية، وعلى الرغم من مرور الفريق بفترات سيئة نوعًا ما في الموسم الموالي، الا ان الفريق تمكن من الصعود إلى دوري الدرجة الأولى من جديد، والأهم من ذلك كله كان تحقيق الفريق للقب كأس الرابطة الإنجليزية على حساب فريق السيد Atkinson السابق المارد الأحمر مانشستر يونايتد وبهدف وحيد احرزه لاعب خط الوسط John Sheridan، وقد كان هذا الققب هو أول كأس هامة يرفعها النادي منذ فوزه بكأس إنجلترا في العام 1935، وعمومًا فقد انتقل Atkinson لتدريب استون فيلا بعد ان قاد الوينزداي للصعود من جديد، وسلم المهمة من بعده للمهاجم المعتزل بعمر 37 سنة ألا وهو Trevor Francis.
في آخر موسم في تاريخ بطولة الـ First Division قبل ان يتم تغيير مسماها للبريمر ليغ، وهو موسم 1991/1992 تمكن الفريق من تحقيق مركز متقدم في سلم جدول المسابقة وذلك باحتلاله للمركز الثالث الذي مكن الفريق من التأهل لبطولة كاس الاتحاد الأوروبي وضمان الفريق للمشاركة في أول نسخة في تاريخ مسابقة البريمر ليغ FA Premier League.
موسم 1992/1993 كان أحد أكثر المواسم اثارة في تاريخ نادي شيفيلد وينزداي، حيث تمكن الفريق من انهاء الدوري في المركز السابع والوصول لنهائي الكأسين المحليين وهما كاس الرابطة وكأس إنجلترا.
في نهائي كاس الرابطة واجه الفريق نادي الآرسنال في النهائي على ملعب الويمبلي، ولم يتمكن الفريق من تحقيق الفوز وخسر بنتيجة 2 – 1 امام الآرسنال.
أما في نهائي كأس إنجلترا فقد تكرر نفس السيناريو تمامًا، نفس الملعب ونفس المنافس ونفس النتيجة، والنتيجة النهائية كانت احتلال الفريق لوصافة كأس إنجلترا وكأس الرابطة الإنجليزية بالخسارة في كلتا المباراتين امام الآرسنال 2 – 1 على ارضية ملعب الويمبلي.
في موسم 1992/1993 أيضًا أصبح شيفيلد وينزداي أحد اقوى الفرق في إنجلترا، حيث تم اختيار لاعب الفريق Chris Waddle كأفضل لاعب في العالم حسب تصويت Football Writers لافضل لاعب في العام. كذلك تمكن مهاجما الفريق David Hirst وهداف الفريق ذلك الموسم Mark Bright من تكوين ثنائي أصبح يعد من بين الأكثر رعبًا في الكرة الإنجليزية، وعلى الرغم من هذا لم يتمكن Trevor Francis من تقديم أكثر مما قام به خلال الموسمين التاليين لهذا الموسم "1992/1993" ولهذا تمت اقالته في الـ 1995 وتعويضه بمدرب لوتون تاون وليستر سيتي وتوتنهام هوتسبير السابق السيد David Pleat.
أول مواسم David Pleat مع الفريق كان مخيب للآمال حيث احتل الفريق المركز الخامس عشر في ترتيب الدوري الإنجليزي الممتاز على الرغم من تواجد مجموعة من اغلى وأفضل اللاعبين في تشكيلة الفريق آنذاك من أمثال Marc Degryse وDejan Stefanovic وDarko Kovacevic والذين امضوا جميعهم فترة قصيرة ومخيبة للآمال مع خامس اقدم اندية مهد كرة القدم إنجلترا.
بدأ الفريق موسم 1996/97 بطريقة رائعة، حيث تمكن الفريق من تحقيق الفوز في مبارياته الاربع الأولى في الموسم واعتلاء قمة البريمر ليغ، وتبع هذا النجاح اختيار مدرب الفريق David Pleat كأفضل مدرب في شهر أغسطس لعام 1996، ولكن اداء الفريق انخفض بعد ذلك ولم يتمكن من مواصلة الحفاظ على تصدره للدوري، ومع نهاية الموسم انهى الفريق الدوري في المركز السابع.
مع نهاية موسم 1997/1998 السيئ للفريق والذي نجا فيه من السقوط بأعجوبة باحتلاله المركز 16، لمن يجدد النادي عقد المدير الفني Ron Atkinson وعين Danny Wilson خليفة له.
بدأ الاخير أول مواسمه مع النادي بتحسن طفيف في الاداء وفي ترتيب الفريق على لائحة الدوري كذلك، حيث انهى الفريق موسم 98/99 في المركز الثاني عشر.
في الموسم التالي كان الفريق يضم مجموعة من اللاعبين البارزين أمثال Paolo Di Canio وBenito Carbone وWim Jonk، وتسببت الرواتب العالية لتشكيلة الفريق بادخال النادي في ازمة مالية، ومع موسم كارثي شهد خسارة الفريق بنتيجة 8 – 0 أمام نيوكاسل يونايتد في واحدة من أقسى الهزائم في تاريخ النادي، ومع نهاية الموسم كان شيفيلد وينزداي قد احتل التاسع عشر وودع البريمر ليغ.

## الهبوط مع بداية الالفية الجديدة
بقي Peter Shreeves كمدرب مساعد للمدرب الاساسي Paul Jewell لفريق شيفيلد وينزداي خلال موسم 2000/2001، لم يتمكن المدرب Paul Jewell من تقديم عروض جيدة مع الفريق وكاد الفريق يهبط للدرجة الثالثة، ولكن إدارة النادي قامت باقالة المدرب Paul Jewell وتعيين مساعده Peter Shreeves خلفًا له، والاخير قاد الفريق للهروب من منطقة الخطر ولاحتلال المركز 17 في ترتيب دوري الدرجة الثانية.
بدأ الفريق موسمًا جديدًا مخيبًا للآمال هو موسم 2001/2002، وفيه استقال مدرب الفريق تاركًا المهمة لمساعده Terry Yorath، ومع نهاية الموسم انهى الفريق جدول المسابقة على بعد مركزين فقط من المراكز المؤهلة لدوري الدرجة الثالثة ! (مراكز الهبوط)، وكان السطر الوحيد المضيء في سجل النادي ذلك الموسم هو وصوله لنصف نهائي كأس الرابطة الإنجليزية.
استقال Yorath من تدريب الفريق في أكتوبر من عام 2003 بعد بداية كارثية لموسم 2002/2003، وخلفه المدير الفني السابق لنادي Hartlepool السيد Chris Turner والذي كان حارس مرمى فريق شيفيلد وينزداي سابقًا، وقد تمكن النادي من تحقيق نتائج طيبة مع هذا المدرب، ولكن خسارتهم في آخر جولات الموسم امام فريق Brighton ادت إلى سقوط الفريق للدرجة الثالثة Div 2.
كان الجميع يتوقع صعود الفريق لدوري الدرجة الثانية في الموسم التالي، ولكن هذا لم يحصل حيث تواصل الأداء السيئ والهبوط المتواصل للنادي لينهي الفريق أحد أسوأ مواسمه وأقلها على الصعيد التهديفي بـ 48 هدف فقط طيلة الموسم، وفي النهاية أقيل كريس تيرنر واستعين بمدرب فريق بليموث آرجايل وفريق ساوثامبتون السابق بول ستوروك.

## الصعود من جديد
تمكن الفريق من احتلال المركز الخامس في بطولة League 1 لموسم 04/05، مما مكن الفريق من خوض بطولة فاصلة لتحديد المتاهل لدوري الدرجة الأولى Championship، وفي مباراة نصف النهائي تفوق النادي على فريق Brentford بنتيجة 3 – 1 في اجمالي مباراتي النصف النهائي وليتاهل الفريق لمواجهة نادي Hartlepool في ملعب الالفية بكاردف في النهائي من اجل تحديد المتأهل.
و في يوم المباراة الفاصلة، انطلق 000 41 متفرج إلى كاردف من اجل مساندة فريقهم في مباراتهم الأهم خلال السنوات الاثنى عشر الماضية، ولم يخيب الفريق ظن جماهيره الوفية حيث تقدم بهدف للاعب Jon-Paul McGovern قبل نهاية الشوط الأول، ولكن الفريق المنافس لم يستسلم وتقدم في النتيجة 2 – 1 قبل 20 دقيقة على نهاية المباراة، وقام بعدها المدرب بعدد من التغيرات وتمكن الفريق من ادراك التعادل 2 – 2 مع بقاء 10 دقائق على النهاية، وفي الوقت الإضافي سجل لاعبو الوينزداي هدفين قادا بهما فريقهما للتأهل إلى بطولة دوري الدرجة الأولى.
في 17/أبريل/2006 ضمن الفريق استمراره في مسابقة دوري الدرجة الأولى، وعلى الرغم من انهاء الفريق للموسم في المركز التاسع عشر الا ان معدل الحضور الجماهيبري كان الأفضل بين كل اندية الـ Championship بمتوسط حضور بلغ 24,853 متفرج في اللقاء الواحد.
وفي موسم 2006/2007 تمت اقالة Sturrock وتعيين رئيس نادي Scunthorpe السابق السيد Brian Laws كمدرب للفريق، وقد تمكن الفريق من احتلال المركز التاسع وعلى بعد 4 نقاط فقط من المباريات الاقصائية لتحديد المتأهل للدوري الممتاز، ولكن الفريق عانى في الموسمين التاليين باحتلاله للترتيب 16 و12 على التوالي.

## كنية وقمصان الفريق
فريق شيفيلد وينزداي هو الفريق الإنجليزي الوحيد الذي يحتوي على اسم أحد أيام الأسبوع في اسم النادي الرسمي وهو يوم الأربعاء (وينزداي)
و سبب التسمية كما وضح سابقًا يعود إلى ان الفريق قد شكل كفرع من فريق وينزداي للكريكت والذي كان يلعب مبارياته يوم الأربعاء، ومن هنا جاءت تسمية الفريق.
و كنية الفريق المعروفة هي الوينزداي وهي مشتقة من اسمهم، وكذلك البوم "The Owls" وذلك بسبب البومة التي توجد في شعار الفريق.
ارتدى فريق شيفيلد وينزداي قمصان مخططة عموديًا باللونين الأزرق والأبيض منذ تأسيسه، ولكنه غيرها فيما بعد لقمصان احادية اللون في موسم 1874/1875، واستخدم الفريق قمصان زرقاء باكمام طويلة بيضاء كزي ثان في الفترة من 1965 حتى 1973 ولكن هذا القميص عرف من قبل انصار الفريق بأنه مصدر للشؤم، فبعد ان فاز الفريق بكل مبارياته بكاس إنجلترا عام 1966 عندما ارتدى الزي الاساسي، قرر الفريق ارتداء هذا القميص في النهائي وكانت النتيجة هي خسارة النهائي امام نادي ايفرتون.

## ملعب الفريق

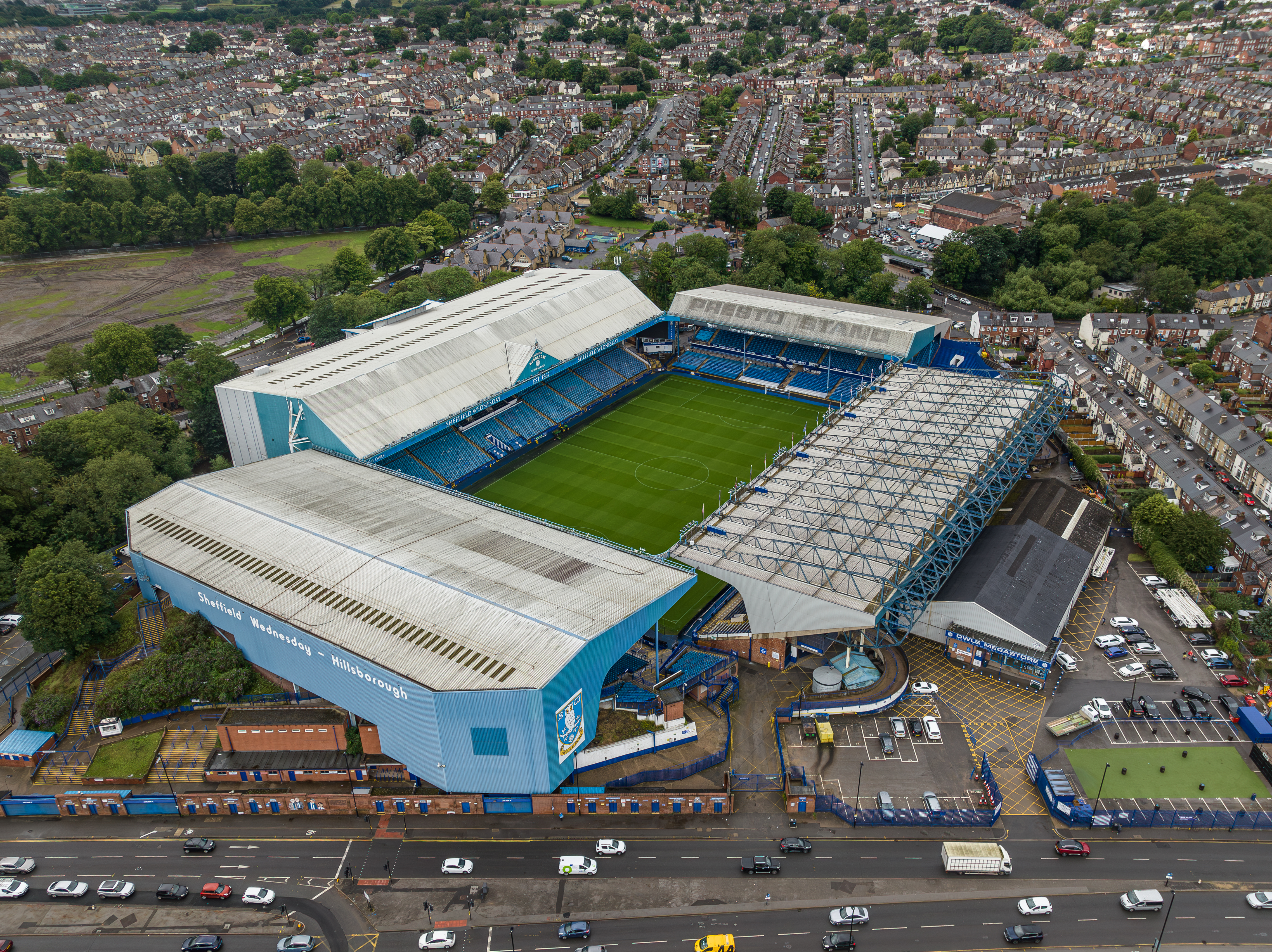
ملعب هيلسبره

استضاف ملعب الفريق وهو ملعب هيلزبروه العديد من الاحداث الهامة تتلخص ابرزها في كونه أحد ملاعب كاس العالم 1966 وكأس امم أوروبا 1996 ومسرحًا لـ 27 مباراة نصف نهائية لكأس إنجلترا، جناح The Kop والذي يوجد بملعب هيلزبروه كان عند إعادة افتتاحه من طرف الملكة اليزابيث الثانية في العام 1986 كان أكبر جناح مغطى في القارة الأوروبية بأكملها.
ملعب هيلزبروه هو ثاني أكبر ملعب في دوري الدرجة الأولى بعد ملعب العملاق والوافد الجديد على دوري الدرجة الأولى نيوكاسل يونايتد ملعب سانت جيمس بارك St James' Park، وهيلزبروه بصفة عامة يحتل المركز 12 بين ملاعب إنجلترا (الحادي عشر بين ملاعب كرة القدم).
أول ملعب لعب فيه الفريق كان ملعب Highfield وهو الموقع الذي تقع به مكتبة هايفيلد الآن Highfield Library، ومع هذا فقد تنقل الفريق كثيرًا قبل الانتقال لملعب دائم، حيث استخدم الفريق ملعبي Myrtle Road وحانة Heeley and Hunter لاستضافة بعض مبارياته، اما المباريات المهمة والرئيسية فقد لعبت اما في ملعب شيفيلد يونايتد الحالي واقدم ملاعب إنجلترا برامال لاين Bramall Lane أو في ملعب Sheaf House، وكان الفريق يستخدم البرامال لاين قبل ان ينتقل شيفيلد يونايتد للعب فيه.
أول ملعب رئيسي للفريق كان بستان الزيتون " Olive Grove" والذي يقع قرب طريق Queen's Road، أول مباراة على هذا الملعب انتهت بالتعادل بنتيجة 4 – 4 امام بلاكبيرن روفرز Blackburn Rovers وذلك في 12/سبتمبر/1887، ولكن تمديد السكة الحديد اجبر النادي على ترك الملعب في الـ 1899.
و هناك بدا النادي في بناء ملعب هيلزبروه الذي سيصبح لاحقًا شاهدًا على أحد اسوأ الكوارث في تاريخ كرة القدم وايضًا أحد أفضل الملاعب في إنجلترا والذي يقع بضاحية Owlerton في شمال غرب المدينة، أول مباراة في الهيلزبروه لعبت في 2/سبتمبر/1899 وانتهت بالفوز 5 – 1 امام تشيستر فيلد Chesterfield.
كارثة ملعب هيلزبروه حصلت في العام 1989 وتحديدًا في 15/أبريل/1989 في نصف نهائي كأس إنجلترا بين ليفربول ونوتينغهام فورست حيث لاقى 96 مشجع للريدز حتفهم بسبب التدافع، وكانت هذه الحادثة عاملاً رئيسيًا في التغيير الشامل الذي تم على نظام الملاعب في إنجلترا والذي توج باصدار تقرير تايلور، وهناك نصب تذكاري خارج الملعب لضحايا الحادثة.
و هناك مشروع تتم دراسته حاليًا لتوسيع الملعب لـ 44,825 متفرج بحلول عام 2012 وإلى 000 50 بحلول عام 2016.

## مشجعو الفريق والمنافسون التقليديون
يتمتع نادي شيفيلد وينزداي بقاعدة جماهيرية وفية، حيث كان معدل الحضور للفريق هو الأكبر في دوري الدرجة الأولى خلال الموسمين الذين قضاهما الفريق بـ Division Two وLeague On، وكذلك اعلى متوسط للحضور الجماهيري في دوري الدرجة الأولى للموسم الذي تلاه، وفي الـ 2005 حضر 000 42 متفرج مباراة الفريق التي كان سيتاهل لو فاز بها لدوري الدرجة الأولى والتي اقيمت على ملعب الالفية، ويبقى هذا الرقم هو الأكبر لنادي في تاريخ معدلات الحضور الجماهيري على ملعب الالفية بكاردف.
الغريم التقليدي لفريق شيفيلد وينزداي هو جاره المحلي فريق شيفيلد يونايتد، وتسمى مباريات الفريق أمام بعضهما البعض بديربي Steel City derbies نظرًا لشهرة المدينة بصناعة الفولاذ، ويعد فريقا ليدز يونايتد وبرنسلي من بين المنافسين التقليديين للنادي ولكن ليس بنفس صور العداوة مع فريق شيفيلد يونايتد.
ومن بين أبرز مباريات الفريقين لقاءهما في نصف نهائي كأس إنجلترا 1993، حيث كان يفترض أن تقام المباراة على أرض فريق ليدز يونايتد وهو ايلاند رود ولكن ضغط المشجعين والطلب الهائل على التذاكر دفع إلى نقل المباراة إلى ملعب الويمبلي الشهير، ويوم المباراة 3/أبريل/1993 شاهد الجميع مباراة قوية بين الفريقين انتهت بفوز الوينزداي ووصولهم للنهائي ليخسروا أمام الآرسنال 2 – 1.
وفي مواجهات الفريقين المباشرة على مر التاريخ فاز الوينزداي بـ 41 مباراة بينما فاز شيفيلد يونايتد بـ 44 مباراة، وفي آخر 10 مباريات تمكن الوينزداي من تحقيق 4 انتصارات مقابل ثلاث لليونايتد.
و 07/فبراير/2009 تمكن الفريق من التغلب على اليونايتد في البرامال بنتيجة 2 – 1 ثم فاز الفريق مرة أخرى في الإياب بنتيجة 1 – 0، وكان هذا هو أول فوز للوينزداي على غريمه اللدود ذهابًا وإيابًا منذ موسم 1913/1914 أي قبل 92 سنة!!

## مواسم الفريق بالدوري وأرقامه القياسية
منذ أن انضم الفريق لبطولة الدوري عام 1892، أمضى الفريق معظم مواسمه في دوري الدرجة الأولى، وعمومًا فإن التقسيم الكامل كالتالي:
61 موسم في الدرجة الأولى.
34 موسم في الدرجة الثانية.
7 مواسم في الدرجة الثالثة.
الأرقام القياسية للنادي:
أكبر فوز في تاريخ النادي: 13 – 0 أمام Halliwell في الدور الأول لكاس إنجلترا في 18/يناير/1891.
أكبر فوز في الدوري كان في القسم Division 1 وبنتيجة 9 – 1 أمام برمنغهام سيتي في 13/ديسمبر/1930.
أكبر هزيمة للنادي كانت خارج أرضه وبنتيجة 10 – 0 أمام أستون فيلا وذلك في 5/أكتوبر/1912
أكبر عدد من الأهداف في موسم واحد كان 106 هدف في موسم 1958/59، وكذلك كان أكبر عدد من النقاط قد تم حصده في تاريخ الفريق تم في ذلك الموسم بـ 88 نقطة.
أكبر حضور جماهيري في تاريخ النادي كان في 17/فبراير/1934 امام مانشستر سيتي وقدر بـ 72,841 متفرج، وانتهت تلك المباراة بالتعادل 2 – 2.

## ألقاب النادي
| الـبـطـولـة                             | عـدد مرات الفوز باللقب | الأعــــوام                  |  |
| --------------------------------------- | ---------------------- | ---------------------------- |  |
| دوري الدرجة الأولى "First Division"     | 4 مرات                 | 1903، 1904، 1929، 1930       |  |
| دوري الـدرجة الثـانية "Second Division" | 5 مرات                 | 1900، 1926، 1952، 1956، 1959 |  |
| كـأس إنجلتـرا "FA Cup"                  | 3 مرات                 | 1896، 1907، 1935             |  |
| كـأس رابطـة المحترفيـن "League Cup"     | مرة واحدة              | 1991                         |  |
| الـدرع الخيريـة "Community Shields"     | مرة واحدة              | 1935                         |  |